# Luigi Beccali
Luigi Beccali (Milán, Italia; 19 de noviembre de 1907-Rapallo, Italia; 29 de agosto de 1990) fue un atleta italiano, especialista en la prueba de 1500 m en la que llegó a ser medallista de Oro en los juegos Olímpicos de 1932 y bronce olímpico en 1936.

## Carrera deportiva
Logró convertirse en ganador en la prueba de 1500 m, estableciendo un nuevo récord Olímpico con 3:51.2 en  los juegos Olímpicos de los Angeles en 1932 . En los JJ. OO. de Berlín 1936 ganó la medalla de bronce en los 1500 metros, corriéndolos en un tiempo de 3:49.2 segundos, llegando a meta tras el neozelandés Jack Lovelock (oro con 3:47.8 s) y el estadounidense Glenn Cunningham (plata).